# Batalla de Betòron (66)
La batalla de Betòron es va lliurar al 66 entre els romans i les forces rebels jueves durant la Primera Guerra Judeo-Romana.

## Antecedents
La influència romana a Judea va començar al voltant del 63 aC, quan el general romà Gneu Pompeu Magne va arribar a Orient Mitjà com a part de la campanya romana contra el rei Mitridates VI del Pont. El país dels jueus va ser governat per una sèrie de reis i governants que comptaven amb el suport de Roma. El rei Herodes el Gran va ser nomenat per Roma com el rei dels jueus. En l'any 37 aC, després d'expulsar Antígon de Judea. L'any 66, el rei Agripa II era el governant oficial de Judea, amb la benedicció de Roma.
En el 66 dC velles tensions religioses grecs i jueus van prendre una espiral descendent després de fidels jueus testimonis civils grecs sacrificaren aus davant d'una sinagoga de Cesarea de Palestina i es va queixar davant les autoritats. La guarnició romana no va intervenir, activant les protestes populars en contra de la fiscalitat romana. Les protestes van ser ignorades pel governador fins que els atacs públics en Jerusalem de ciutadans romans i altres acusats de tenir simpaties cap als romans, feren intervenir a la guarnició militar. Els soldats van ser atacats quan es va traslladar a la ciutat per una proporció creixent dels residents jueus, molts soldats van ser morts i la resta evacuats Jerusalem. Com a notícia d'aquesta acció de difusió, molts altres pobles i jueus es van unir a la revolta. Tement el pitjor, el rei pro-romà Herodes II Agripa i la seva germana Berenice van fugir de Jerusalem a la Galilea. Els zelotes van prendre el control de Jerusalem i van massacrar la guarnició de la fortalesa Antonia (setge de Jerusalem).
Cesti Gal, el llegat de Síria, trigà tres mesos a preparar una força expedicionària, composta per la Legió XII Fulminata i les tropes auxiliars amb l'esperança de restaurar l'ordre.

## Batalla
Cesti Gal va marxar a Jerusalem amb la Legió XII Fulminata i les tropes auxiliars amb l'esperança de restaurar l'ordre. Tal havia estat la reacció romana estàndard per aixecaments en el moment. Totes les tropes disponibles es va reunir, format en una columna i s'envia per fer front al seu centre de percepció. L'ideal seria que, com una demostració de força hauria permès als romans per recuperar la iniciativa i evitar la revolta de desenvolupament i cada vegada més fort. Gal conquerit Bezeta, a la vall de Jizreel, aleshores seu de la Gran Sanedrí (tribunal religiós jueu suprema), però no va poder prendre El Mont del Temple, i ara va decidir retirar i esperar que el reforç.
La retirada cap a la costa, els romans van ser perseguits de prop pels exploradors dels rebels. En acostar-se al pas de Betòron, van ser emboscats i va ser atacat per foc de míssils. Després es va precipitar de sobte una gran força d'infanteria. Els romans no podien entrar a la formació i van perdre la cohesió en l'assalt ferotge. L'equivalent d'una legió sencera va ser destruïda. Gal va aconseguir escapar amb una fracció de les seves tropes a Antioquia a costa de sacrificar la major part del seu exèrcit i una gran quantitat de material de guerra.
Va ser la pitjor derrota soferta per les tropes regulars romans contra una província rebel de la història, el foment de molts més voluntaris i les ciutats per llançar la seva sort amb els rebels. La guerra a gran escala es feu inevitable.

## Conseqüències
Poc després del seu retorn Cesti Gal va morir (abans de la primavera del 67), i el va succeir en el govern Licini Mucià. La commoció de la derrota dels romans convençuts de la necessitat de comprometre plenament a aixafar la revolta, independentment de l'esforç que requereix. L'emperador Neró i el Senat es va nomenar el general Vespasià, el futur emperador, per anar a Judea i aixafar la revolta.